# Malinniki (Kaliningrad)
Malinniki (russisch Малинники, deutsch Spitzings) ist ein Ort in der russischen Oblast Kaliningrad. Er gehört zur kommunalen Selbstverwaltungseinheit Stadtkreis Gurjewsk im Rajon Gurjewsk.

## Geographische Lage
Malinniki liegt 15 Kilometer östlich der Oblasthauptstadt Kaliningrad (Königsberg) und zwei Kilometer nordöstlich von Nisowje (Waldau) an einer Nebenstraße, die nach Pobedino (Legitten) führt. Bis 1945 war Spitzings Bahnstation an der Strecke von Königsberg (Preußen) über Possindern (russisch: Roschtschino) nach Tapiau (Gwardeisk), betrieben von der Königsberger Kleinbahn.

## Geschichte
Das bis 1946 Spitzings genannte Gutsdorf kam 1874 zum Amtsbezirk Groß Legden (russische: Dobroje) im Landkreis Königsberg (Preußen), 1938 bis 1945 Landkreis Samland im Regierungsbezirk Königsberg der preußischen Provinz Ostpreußen. Am 1. Dezember 1910 waren im Gutsbezirk Spitzings 79 Einwohner registriert. Am 30. September 1928 wurde Spitzings in die neu formierte Landgemeinde Wargienen (russisch: Aprelewka) eingemeindet. Vor 1945 bestand in Spitzings eine Ackerbauschule.
1945 kam Spitzings mit dem nördlichen Ostpreußen zur Sowjetunion. Im Jahr 1950 erhielt der Ort die russische Bezeichnung Malinniki und wurde gleichzeitig dem Dorfsowjet Jaroslawski selski Sowet im Rajon Gurjewsk zugeordnet. Später gelangte der Ort in den Nisowski selski Sowet. Von 2008 bis 2013 gehörte Malinniki zur Landgemeinde Niwenskoje selskoje posselenije und seither zum Stadtkreis Gurjewsk.

## Kirche
Die vor 1945 fast ausnahmslos evangelische Einwohnerschaft von Spitzings war in das Kirchspiel der Kirche Arnau (russisch: Rodniki) eingepfarrt und gehörte zum Kirchenkreis Königsberg-Land II innerhalb der Kirchenprovinz Ostpreußen der Kirche der Altpreußischen Union. Heute liegt Malinniki im Einzugsbereich der in den 1990er Jahren neu errichteten evangelisch-lutherischen Auferstehungskirche in Kaliningrad (Königsberg) innerhalb der Propstei Kaliningrad der Evangelisch-lutherischen Kirche Europäisches Russland (ELKER).